# Lista de governadores de Washington

## Governadores do Território de Washington
- Isaac Stevens (1853-1857) - Partido Democrata
- LaFayette McMullen (1857-1859) - Partido Democrata
- Richard D. Gholson (1859-1861) - Partido Democrata
- William H. Wallace (1861-1861) - Partido Republicano
- William Pickering (1861-1866) - Partido Republicano
- George E. Cole (1866-1867) - Partido Democrata
- Marshall F. Moore (1867-1869) - Partido Republicano
- Alvan Flanders (1869-1870) - Partido Republicano
- Edward Selig Salomon (1870-1872) - Partido Republicano
- Elisha Peyre Ferry (1872-1880) - Partido Republicano
- William Augustus Newell (1880-1884) - Partido Republicano
- Watson Carvasso Squire (1884-1887) - Partido Republicano
- Eugene Semple (1887-1889) - Partido Democrata
- Miles Conway Moore (1889-1889) - Partido Republicano

## Governadores do Estado de Washington
- Elisha P. Ferry (1889-1893) - Partido Republicano
- John McGraw (governador) (1893-1897) - Partido Republicano
- John Rankin Rogers (1897-1901) - Partido Democrata
- Henry McBride (político) (1901-1905) - Partido Republicano
- Albert E. Mead (1905-1909) - Partido Republicano
- Samuel G. Cosgrove (1909-1909) - Partido Republicano
- Marion E. Hay (1909-1913) - Partido Republicano
- Ernest Lister (1913-1919) - Partido Democrata
- Louis F. Hart (1919-1925) - Partido Republicano
- Roland H. Hartley (1925-1933) - Partido Republicano
- Clarence D. Martin (1933-1941) - Partido Democrata
- Arthur B. Langlie (1941-1945) - Partido Republicano
- Monrad Wallgren (1945-1949) - Partido Democrata
- Arthur B. Langlie (1949-1957) - Partido Republicano
- Albert Rosellini (1957-1965) - Partido Democrata
- Daniel J. Evans (1965-1977) - Partido Republicano
- Dixy Lee Ray (1977-1981) - Partido Democrata
- John Spellman (1981-1985) - Partido Republicano
- Booth Gardner (1985-1993) - Partido Democrata
- Mike Lowry (1993-1997) - Partido Democrata
- Gary Locke (1997-2005) - Partido Democrata
- Christine Gregoire (2005-2013) - Partido Democrata[1]
- Jay Inslee (2013-presente) - Partido Democrata[2]